# Chungmuro (métro de Séoul)
Chungmuro (hangeul : 충무로 ; hanja : 忠武路) est une station de correspondance entre la ligne 3 et la ligne 4 du métro de Séoul. Elle est située au 199 Toegye-ro, dans l'arrondissement de Jung-gu à Séoul en Corée du Sud.
Ouverte en 1985 comme station de passage et de correspondance entre les deux lignes, elle est desservie par les rames omnibus de la ligne 3 et les rames omnibus et express, qui circulent sur la ligne 4.

## Situation sur le réseau

Plan du réseau (2023).

La station Chungmuro est une station de correspondance entre la ligne 3 et la ligne 4 du métro de Séoul, : 
sur la ligne 3, établie en souterrain, elle est située entre la station Euljiro 3(sam)-ga, en direction du terminus nord-ouest Daehwa, et la station Université de Dongguk, en direction du terminus sud-ouest Ogeum, ; 
sur la ligne 4, établie en souterrain, elle est située entre la station Parc culturel & historique de Dongdaemun, en direction du terminus nord Jinjeop, et la station Myeong-dong, en direction du terminus sud-ouest Oido',.

## Histoire
La station Chungmuro, de passage et de correspondance, est mise en service le 18 octobre 1985, lors de l'ouverture à l'exploitation simultanément : de 16,2 km de la ligne 3, de Dongnimmun à Yangjae et de 16,4 km de la ligne 4, de Université de Hansung à Sadang,.

## Services aux voyageurs

### Accès et accueil
Station souterraine de passage et de correspondance, au 199 Toegye-ro. Il y a huit bouches, numérotées de 1 à 8, établies de part et d'autre des voies routières avoisinantes : Chungmu-ro et Toegye-ro. Elle est équipée d'escaliers, escaliers mécaniques et ascenseurs pour les cheminements entre la station en sous-sol et les bouches en surface. Elle dispose notamment de billetteries avec des automates pour l'acquisition de titres de transports.

### Desserte

#### Station ligne 3
Chungmuro est desservie par les rames omnibus et express, qui circulent sur la ligne 1. La station souterraine est aménagée avec des portes palières.

Installations
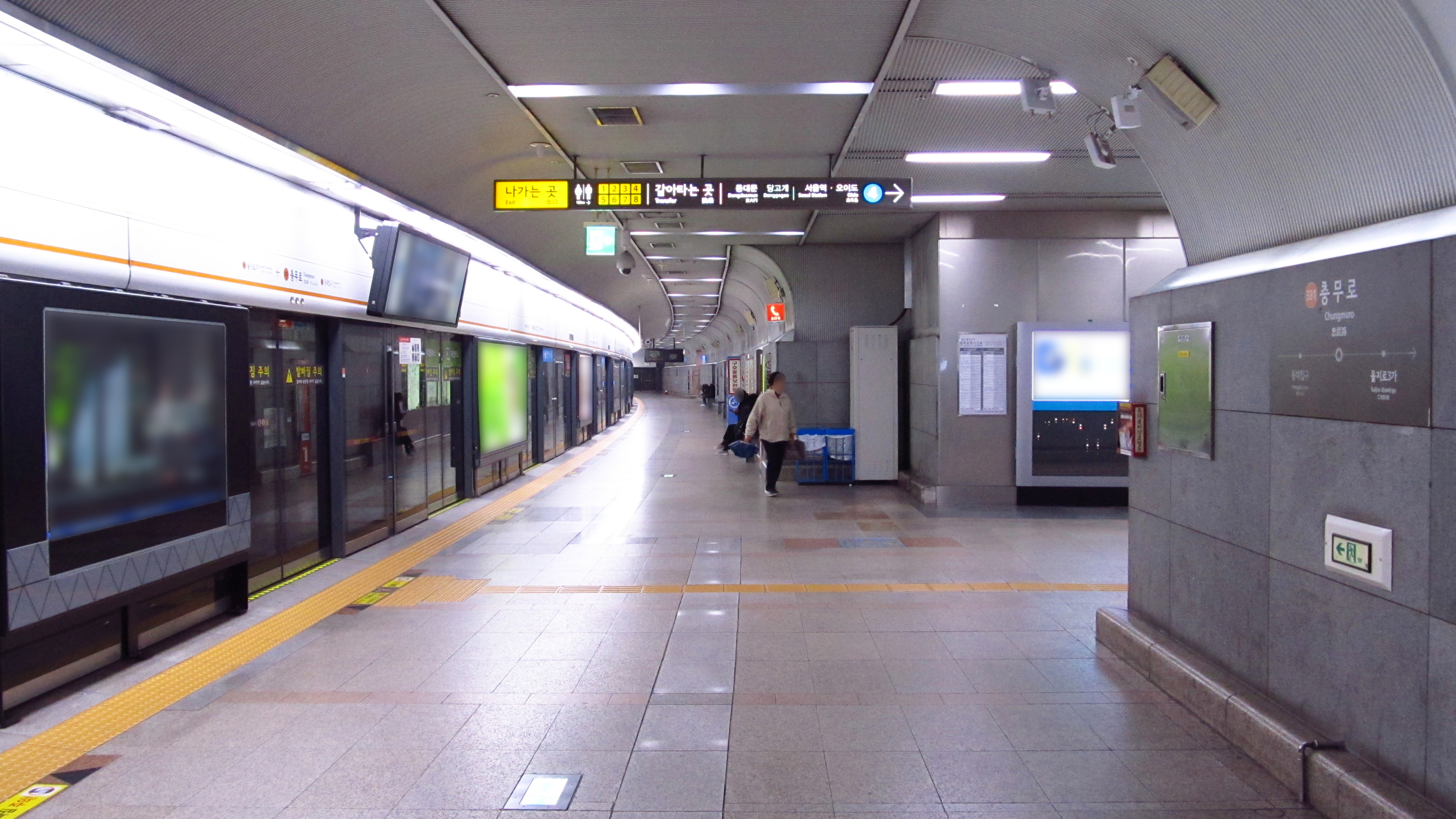
En 2018.
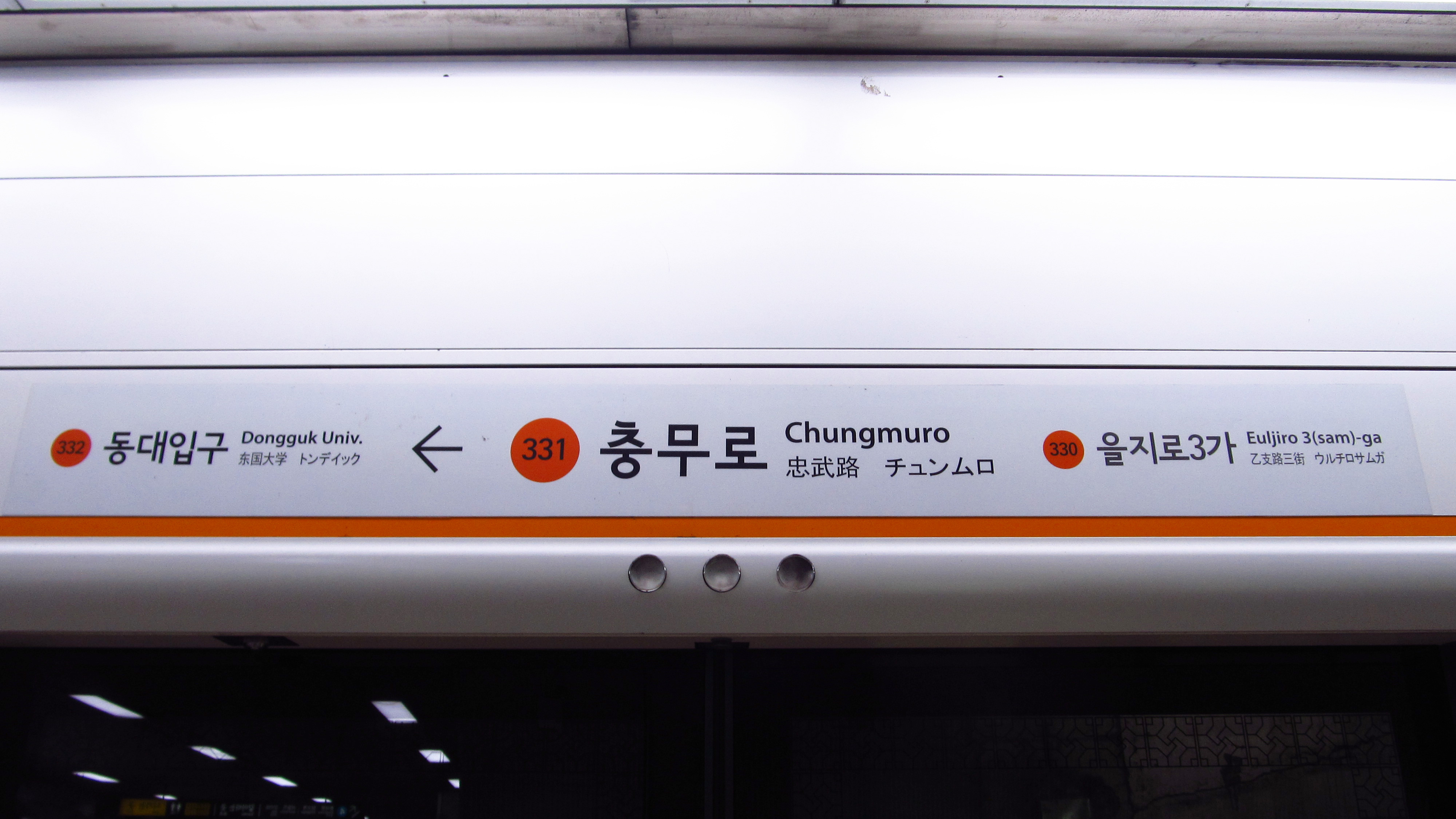
En 2018.
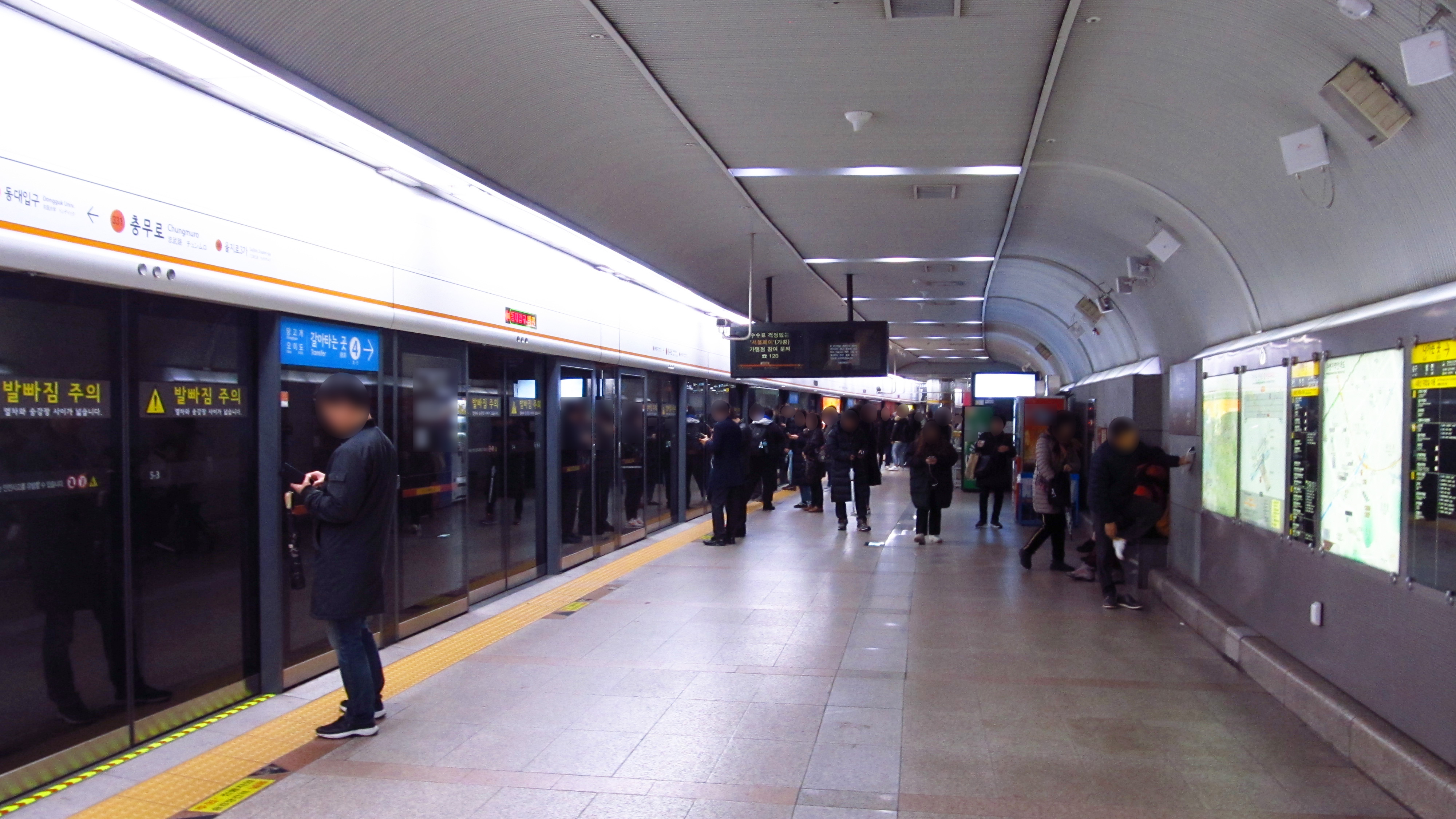
En 2018.

#### Station ligne 4
Chungmuro est desservie par les rames omnibus et express, qui circulent sur la ligne 1. La station souterraine est aménagée avec des portes palières.

Installations
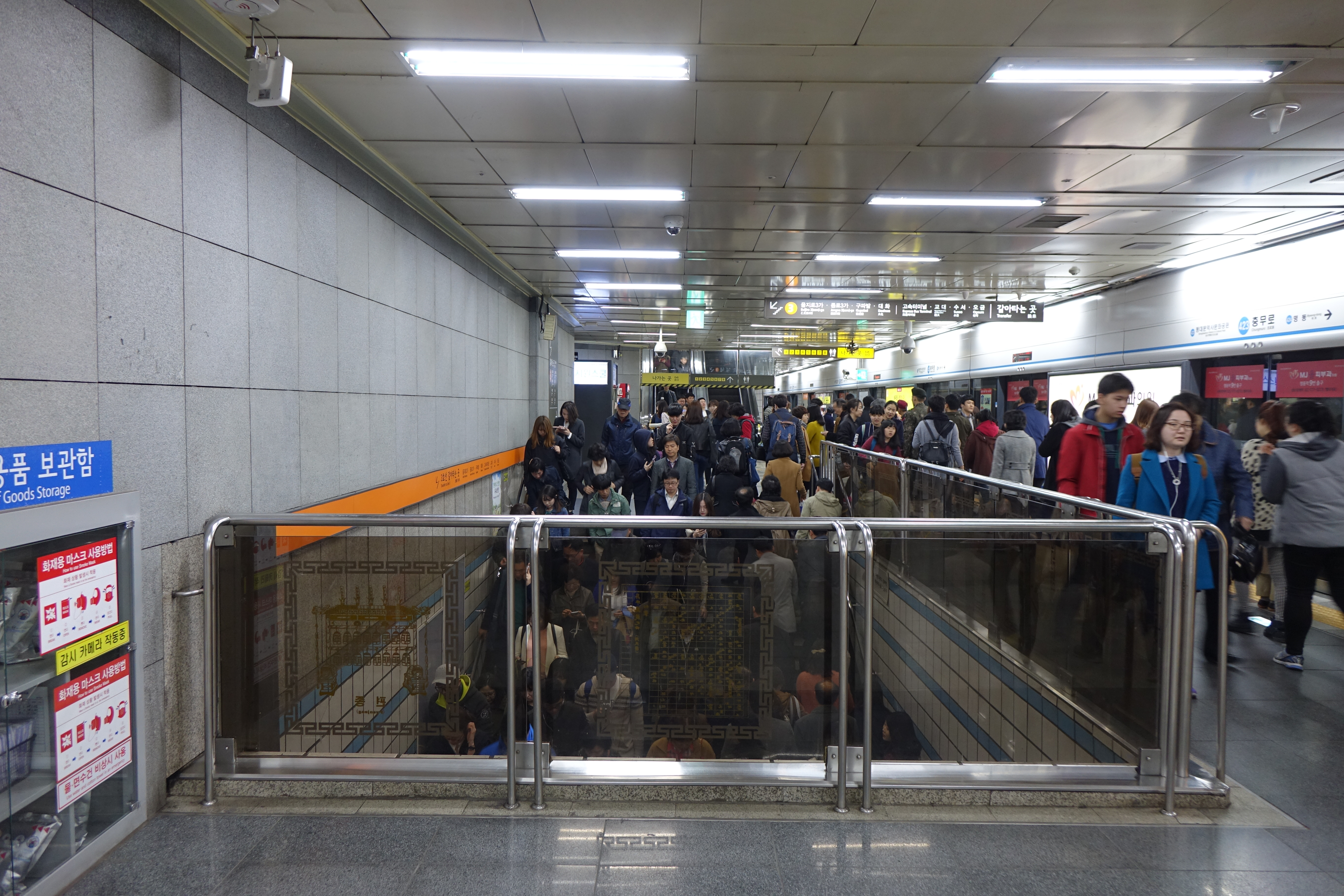
En 2015.
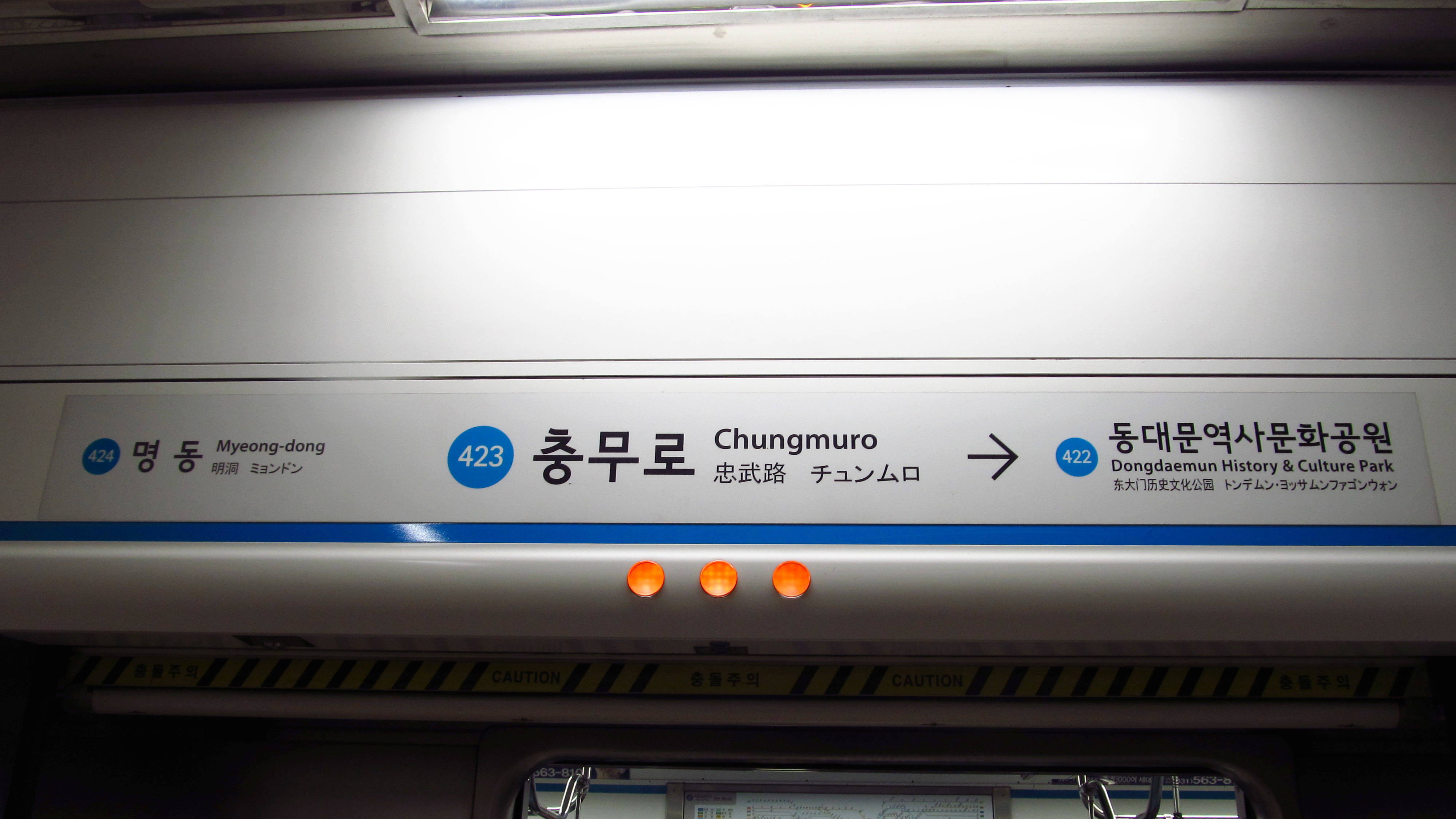
En 2018.
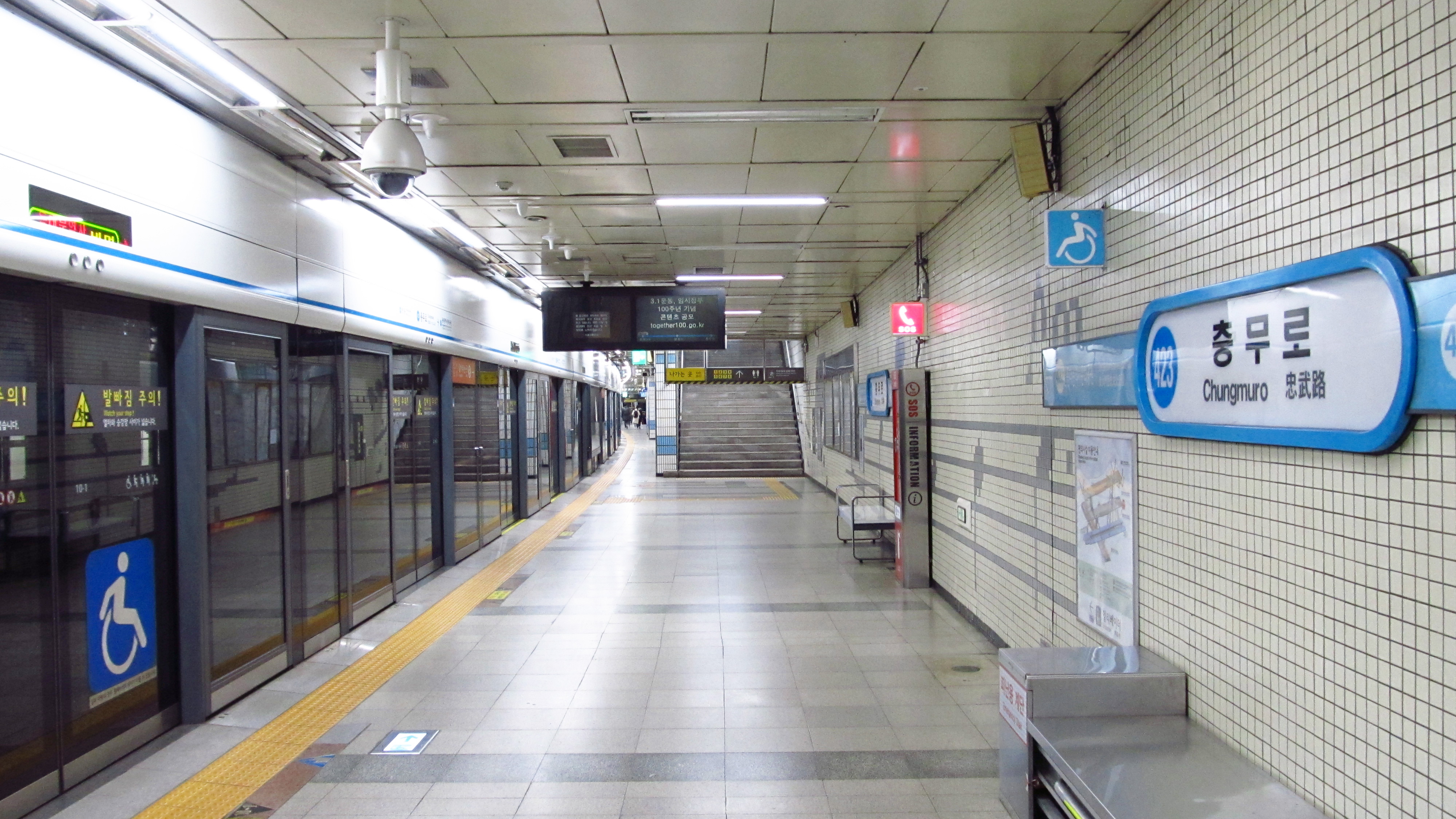
En 2018.

### Intermodalité
Des arrêts de bus sont établis sur la voie routière desservie par les bouches du métro.